# N-Arachidonoyl-4-hydroxy-2-methylanilin
N-Arachidonoyl-4-hydroxy-2-methylanilin (auch als VDM-11 bezeichnet) ist ein Endocannabinoid-Wiederaufnahmehemmer, der als potenter und selektiver Inhibitor des Anandamid-Membrantransporters (AMT) dient, und eine vernachlässigbare agonistische Aktivität am TRPV1-Rezeptor und sehr schwache Wirkung an den CB1 und CB2-Rezeptoren aufweist.
Es ist photosensibel und wird bei Temperaturen unter −20 °C in inerten Gasen wie Argon gelagert.